# Petrovce nad Laborcom
Petrovce nad Laborcom és un poble i municipi d'Eslovàquia. Es troba a la regió de Košice, a l'est del país.

## Història
La primera referència escrita de la vila data del 1254.

## Demografia
| Godina             | 1994 | 2004   | 2014   | 2024    |
| ------------------ | ---- | ------ | ------ | ------- |
| Nombre de persones | 887  | 966    | 1018   | 1128    |
| Diferència         |      | +8,90% | +5,38% | +10,80% |

| Godina             | 2023 | 2024   |
| ------------------ | ---- | ------ |
| Nombre de persones | 1107 | 1128   |
| Diferència         |      | +1,89% |